# Nadine Garner
Nadine Lynette Garner (ur. 14 grudnia 1970 w Melbourne) – australijska aktorka, znana m.in. z serialu Na wysokiej fali.

## O aktorce
Urodziła się 14 grudnia 1970 w Knoxfield na przedmieściach Melbourne i tam dorastała. Jest aktorką. Pierwszy raz na ekranie pojawiła się w 1985 w filmie The Henderson Kids. Grała także w teatrze. W 2002 i 2003 występowała w musicalu Cabaret. Znana jest z roli Deb w serialu Na wysokiej fali (Blue Water High).

## O postaci Deb Callum z serialuNa wysokiej fali
Deb jest dla uczestników obozu Solar Blue jak sportowy psycholog. Zajmuje się fitnessem. Poza tym zawsze można liczyć na jej pomoc, nie tylko w sprawach zawodowych, ale także prywatnych. Uwielbia pływać. Razem z Simmo byli kiedyś wrogami, ale postanowili zakopać topór wojenny.

## Filmografia
- Zagadki doktora Blake'a (The Doctor Blake Mysteries) jako Jean Beazley (3 serie, od 2013)
- City Homicide jako Jennifer Mapplethorpe (2007-2011)
- Razzle Dazzle: A Journey Into Dance jako Paulette (2007)
- Na wysokiej fali (Blue Water High) jako Deborah „Deb” Callum (2 serie, 2005-2006)
- Historia Lindy Chamberlain (Through My Eyes) jako Sally Lowe (2004)
- Na ratunek (Heroes' Mountain: The Thredbo Story) jako policjantka (2002)
- Changi jako Lisa (2001)
- The Love of Lionel's Life jako Lena (2000)
- Fresh Air jako Kit (1999)
- Good Guys Bad Guys: Only the Young Die Good jako Jinx (1997)
- Raw FM jako Zelda Lee (1997)
- Class Act jako Gloria O'Grady (1994)
- Metal Skin jako Roslyn (1994)
- The Feds: Deception jako Tammy Warren (1993)
- Boys From the Bush jako Arlene Toomer (1991-1992)
- Shadows of the Heart jako Lanty Fargo (1990)
- Mull jako Phoebe Mulens (1989)
- House Rules jako Sophie (1988)
- Miracle Down Under jako Sarah (1987)
- The Henderson Kids II jako Tamara „Tam” Henderson (1987)
- A Country Practice jako Donna Hume/Bonnie Stewart (1986-1991)
- My Brother Tom jako Jean Quayle (1986)
- The Still Point jako Sarah (1985)
- Hendersonowie (The Henderson Kids) jako Tamara „Tammy” Henderson (1985)
- Sąsiedzi (Neighbours) jako Rachel Burns (1985)